# Enmore
Enmore is een civil parish in het bestuurlijke gebied Sedgemoor, in het Engelse graafschap Somerset met 247 inwoners.